# Фельдберг (Шварцвальд)
Фельдберг (нем. Feldberg) — община в Германии, в земле Баден-Вюртемберг.
Подчиняется административному округу Фрайбург. Входит в состав района Брайсгау — Верхний Шварцвальд. Население составляет 1841 человек (на 31 декабря 2010 года). Занимает площадь 24,97 км².

## Фотографии

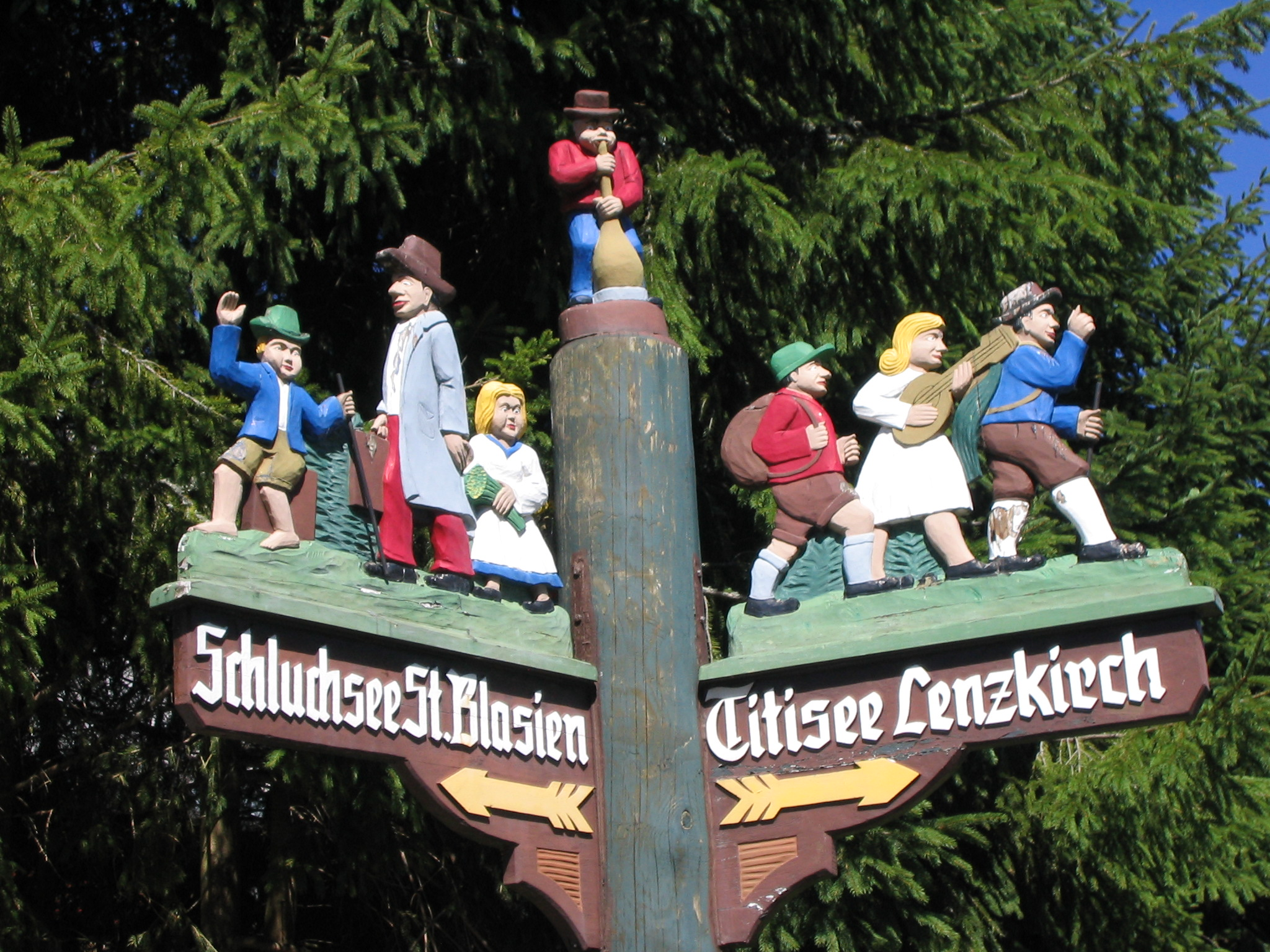
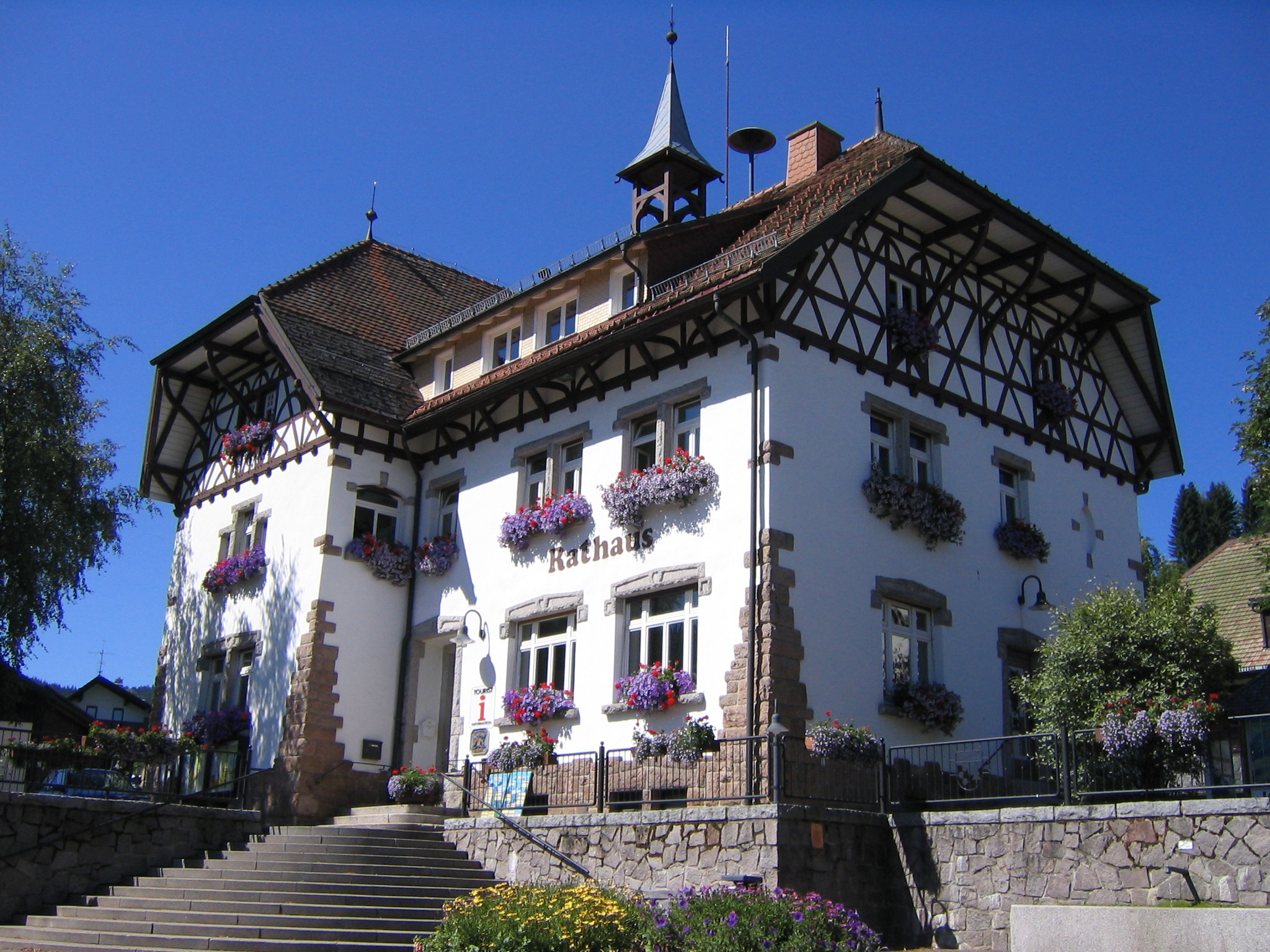
Ратуша
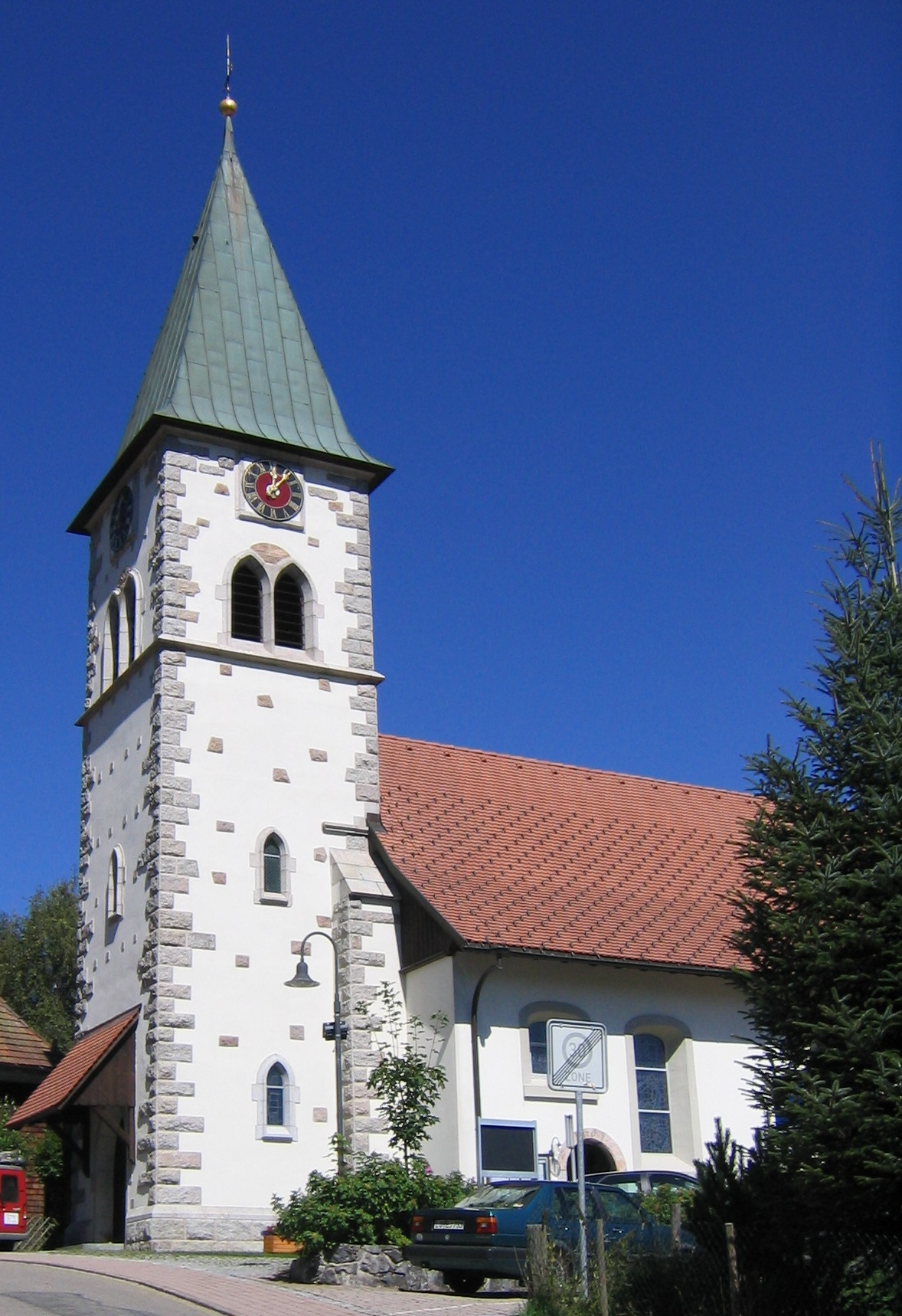
Церковь
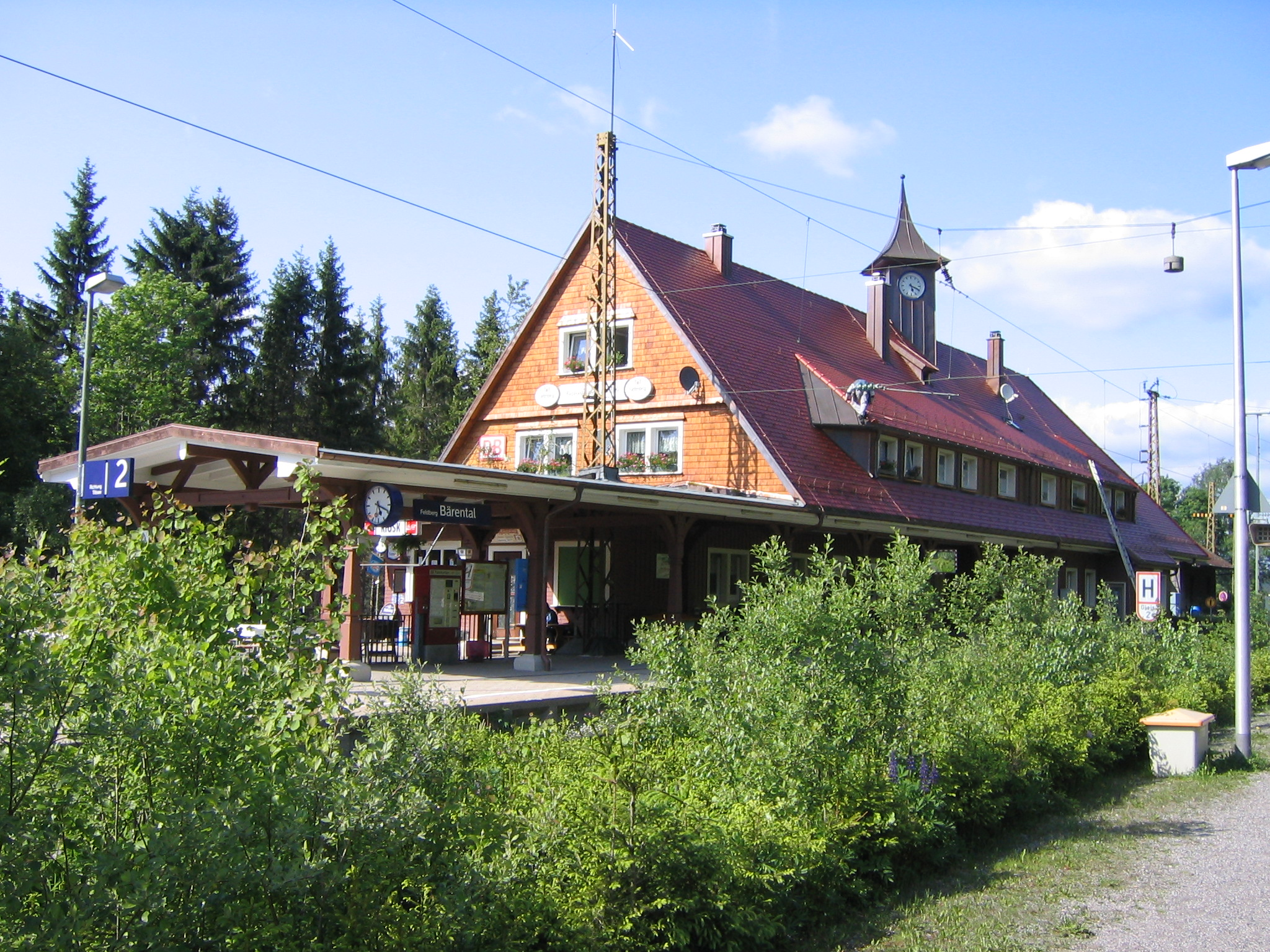
Вокзал
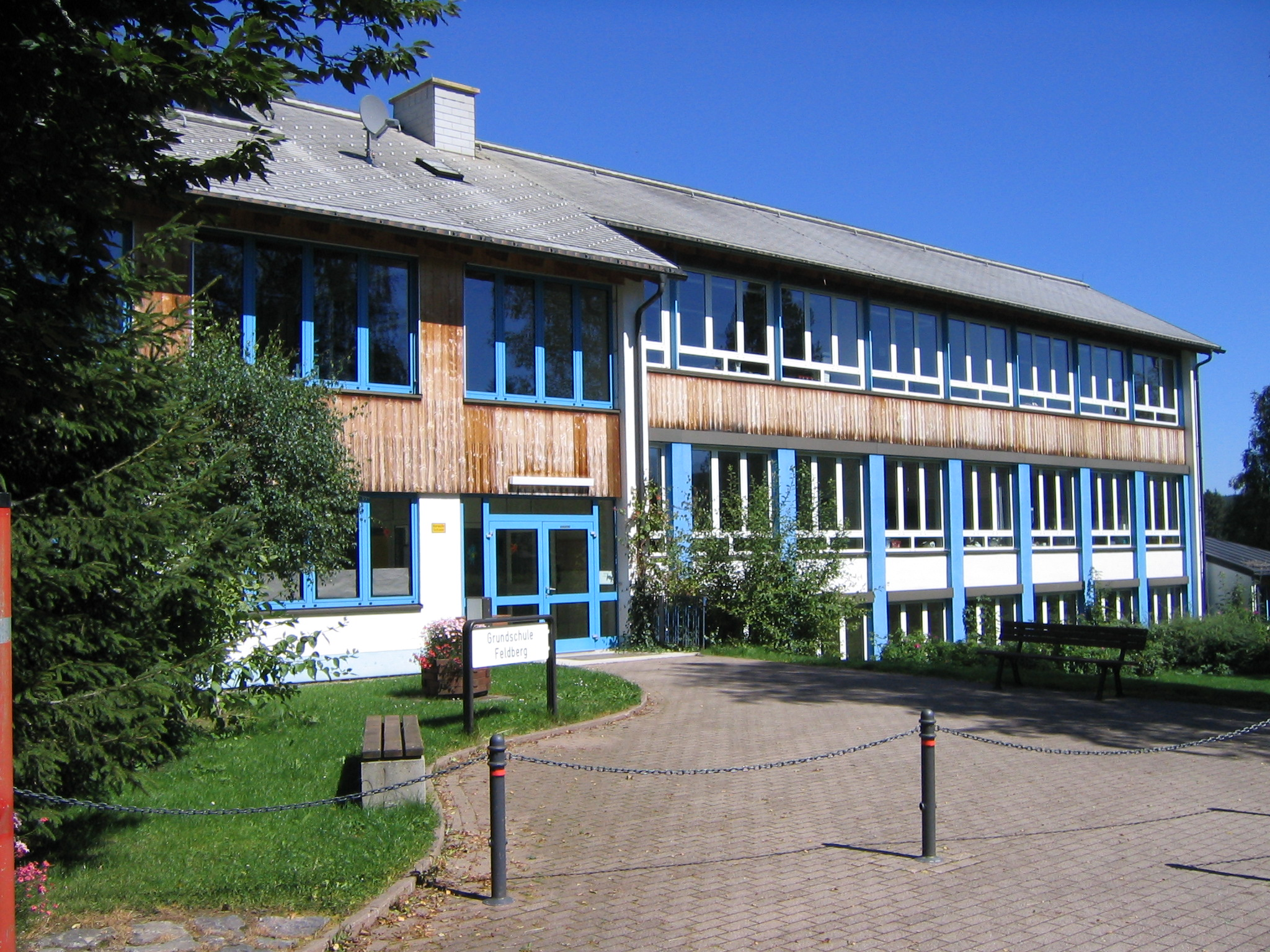